# Rimeize
Rimeize è un comune francese di 633 abitanti situato nel dipartimento della Lozère nella regione dell'Occitania.
Tra Fontans e Rimeize il fiume Rimeize sfocia nella Truyère.

## Società

### Evoluzione demografica
Abitanti censiti